# Attus quadriguttatus
Attus quadriguttatus är en spindelart som beskrevs av Władysław Taczanowski 1871 [1872. Attus quadriguttatus ingår i släktet Attus och familjen hoppspindlar. Inga underarter finns listade.